# Manduca corumbensis
Manduca corumbensis is een vlinder uit de familie van de pijlstaarten (Sphingidae). De wetenschappelijke naam van de soort werd in 1920 gepubliceerd door Benjamin Preston Clark.

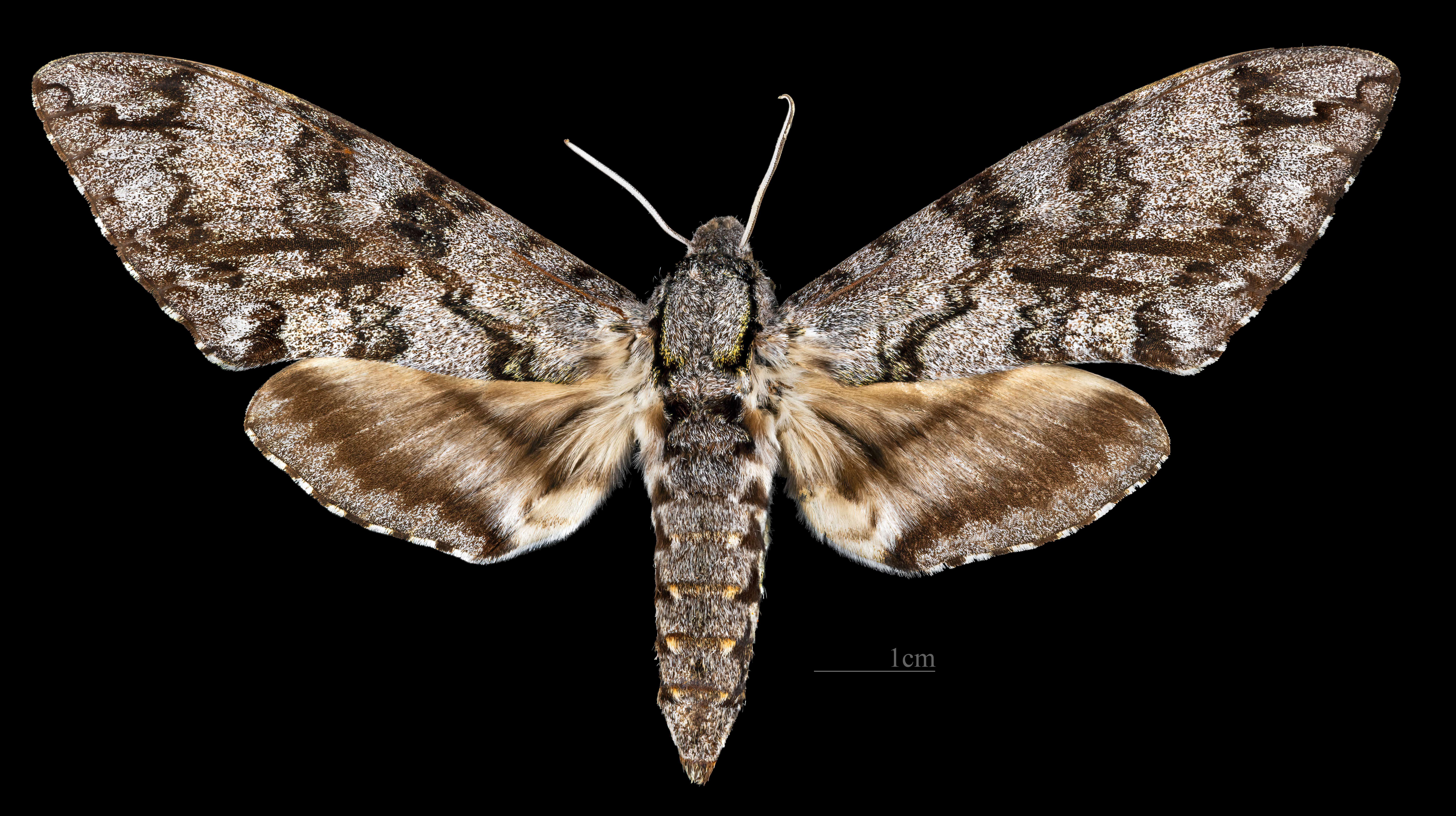
Manduca corumbensis  ♀
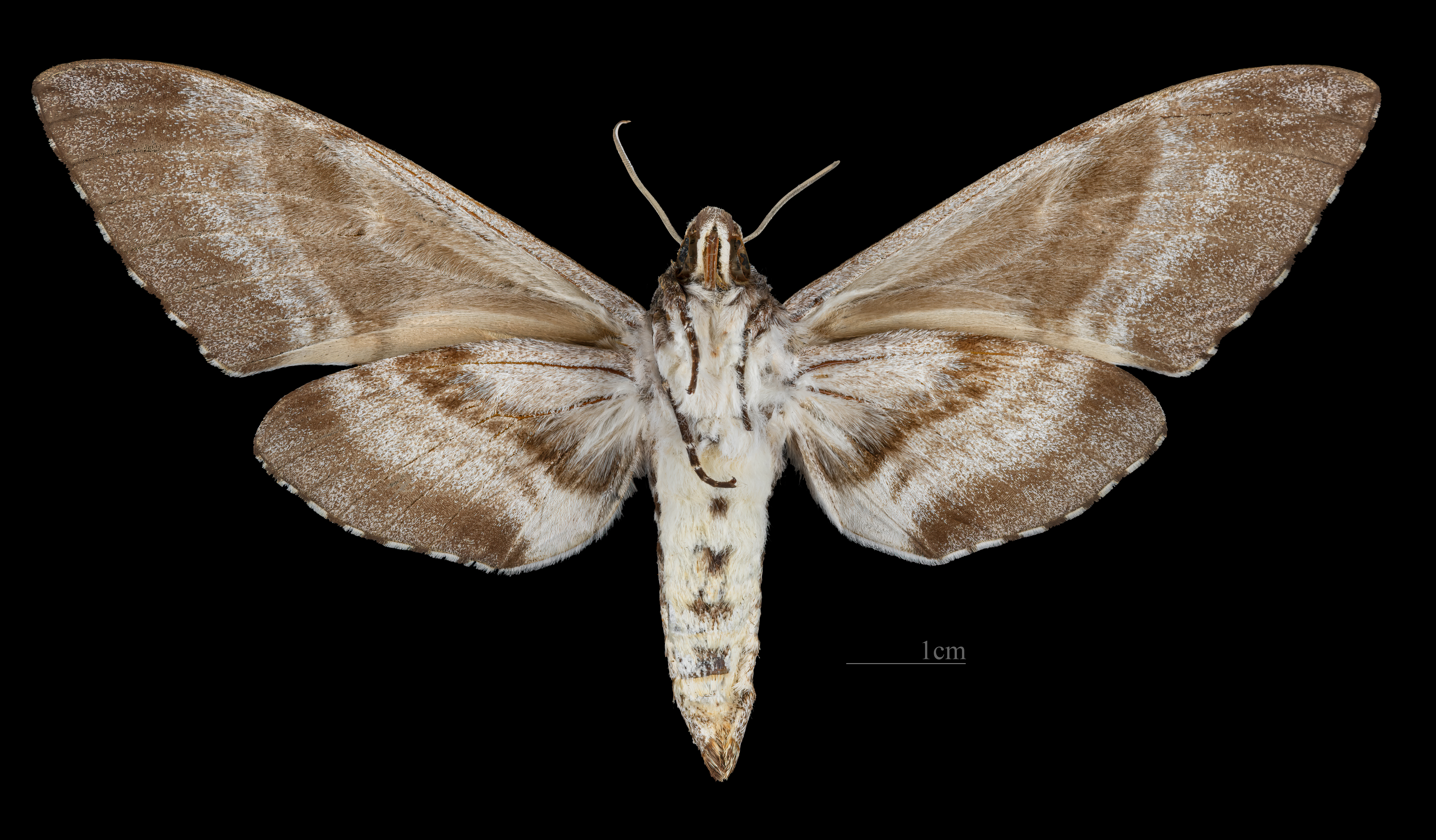
Manduca corumbensis ♀ △